# Appias
Appias (лат.) — род чешуекрылых из семейства белянок и подсемейства Pierinae.

## Этимология
Род назван по имени наяды из римской мифологии, жившей в фонтане около храма Венеры-Прародительницы.

## Систематика
В состав рода входят более 30 видов:
- Appias libythea (Fabricius, 1775) — Шри-Ланка, Индия, Бирма, Бенгалия, Филиппины
- Appias olferna Swinhoe, 1890 — от Бенгалии до Ассам, Мьянма, Лаос, Вьетнам
- Appias lyncida (Cramer, 1777) — Южная Индия, штат Орисса, от Сакким до Ассам, Бирма, Шри-Ланка, о. Ява, Бали, Борнео, Суматра, Сулавеси, Никобарские острова, о. Энгано, полуостровная Малайзия, Сингапур, архипелаг Лангкави, Филиппины, Тайвань, южная часть Китая,
- Appias nero (Fabricius, 1793) — север, запад и восток Индии, Малайзия, Филиппинские острова, Сулавеси, Борнео
- Appias hero (Fabricius, 1793)
- Appias celestina (Boisduval, 1832) — Новая Гвинея, Австралия
- Appias indra (Moore, 1857) — Индия, Малайзия, Новая Гвинея, Индонезия
- Appias pandione (Geyer, 1832) — Индонезия, полуостровная Малайзия,
- Appias phoebe (C. & R. Felder, 1861) — Филиппинские острова
- Appias melania (Fabricius, 1775) — от Сакким а западную часть Китая, Австралия, Папуа-Новая Гвинея
- Appias paulina (Cramer, 1777) — Австралия, Япония, Шри-Ланка, Индонезия, Малайзия
- Appias sylvia (Fabricius, 1775) — тропики Африки (Центральная и Западная Африка)
- Appias drusilla (Cramer, 1777) — от юга США до юга Чили и Аргентины
- Appias punctifera d’Almeida, 1939 — Пуэрто-Рико
- Appias ada (Stoll, 1781) — Австралия, Папуа-Новая Гвинея
- Appias albina (Boisduval, 1836) — Южный Китай, Индия, Индонезия, Австралия
- Appias caeca Corbet, 1941 — о. Сипура (Ментавайские острова)
- Appias cardena (Hewitson, 1861) — Северный Борнео, Суматра
- Appias epaphia (Cramer, 1779) — Африка (исключая Северную часть)
- Appias hombroni (Lucas, 1852) — Индонезия
- Appias ithome C. & R. Felder, 1859 — Сулавеси
- Appias lalage (Doubleday, 1842) — от Шимлы до Мьянмы, Ассам, Юньнань, Непал, Сакким, Лаос, Вьетнам, Хайнань
- Appias lalassis Grose-Smith, 1887 — Юго-Восточная Азия, Мьянма
- Appias lasti (Grose-Smith, 1889) — запад Африки
- Appias leis (Geyer, 1832) — Индо-Китай, Бирма, Таиланд
- Appias mata Kheil, 1884 — о. Ниас
- Appias nephele Hewitson, 1861 — Филиппинские острова, Палаван
- Appias nupta (Fruhstorfer, 1897) — о. Ниас
- Appias perlucens (Butler, 1898) —
- Appias phaola (Doubleday, 1847) — Центральная и Западная Африка
- Appias placidia (Stoll, 1790) — Молуккские острова
- Appias remedios Schroder & Treadaway, 1990 — о. Панай (Филиппинские острова)
- Appias sabina (C. & R. Felder, 1865) — Африка, о. Мадагаскар
- Appias waltraudae Schröder, 1977 — Палаван
- Appias wardii (Moore, 1884) — Южная Индия

## Распространение
Представители рода встречаются преимущественно в Азии и Африке, в Австралии и островах Тихого океана. Один вид (Appias drusilla) обитает в Америке.